# Maurice Balasse
Maurice Arthur Leon Balasse (Kiev, 27 juni 1914 – Haudorf, 23 januari 1945) was een Belgische militaire piloot en aas die tijdens de Tweede Wereldoorlog diende in het Belgisch Militair Vliegwezen/Aviation Militaire Belge en de Britse Royal Air Force (RAF).
Balasse ging op 7 mei 1934 (70e promotie) naar de militaire vliegschool in Wevelgem. In 1935 behaalde hij zijn militair vliegbrevet. Tijdens de meidagen van 1940 vloog hij met Fairey Battle Mk.I’s in het 5de Smaldeel ‘Egyptische Valk’/Escadrille ‘Faucon Egyptien’(5/III/3 AéM) in Evere (basis Nr. 8). Hoewel de Fairey Battle oorspronkelijk een lichte bommenwerper was, waren de 16 door België gekochte toestellen uitgevoerd als verkenningsvliegtuigen zonder het richtsysteem voor precisiebombardementen. Het 5e Smaldeel was een verkenningssmaldeel.

## Achttiendaagse Veldtocht
Het 5de Smaldeel beschikte op 10 mei over 13 inzetbare toestellen, en vertrok ’s ochtends vroeg naar zijn oorlogsbasis Belsele (Basis Nr 37) waarbij twee toestellen botsten en achtergelaten moesten worden. Na een bombardement op Belsele, waarbij twee Battles uitgeschakeld werden, week het Smaldeel nog voor de middag uit naar het hulpvliegveld bij Aalter (basis nr. 26). Op 11 mei waren er nog 9 Battles inzetbaar, die allemaal ingezet werden voor een bombardementsmissie naar de bruggen over het Albertkanaal. Zes werden er vernietigd, zodat er aan het eind van de dag nog slechts 3 Battles inzetbaar (T64, T71 en T73) waren.
Op 12 mei vloog 1e Sergeant (1Sgt) Balasse 's ochtends met waarnemer OLt Roël een verkenningsopdracht met Fairey Battle T71 naar de Getestellingen. Ze keren behouden terug, maar het toestel wordt aan het eind van de dag opgegeven door de mecaniciens.
Nadat een detachement er op 15 mei in slaagde om op Evere de beschadigde T67 aan de praat te krijgen en naar Aalter te vliegen, vertrok een tweede detachement waaronder 1Sgt Balasse naar Evere om ook de beschadigde T65 aan de praat te krijgen. Dat lukte niet, maar Balasse slaagde er wel in om een Battle van de Royal Air Force, die daar op 12 mei een noodlanding gemaakt had, te starten en naar Aalter te vliegen. Helaas bleek het toestel niet inzetbaar te zijn omdat de Britten vliegtuigbrandstof met een ander octaangehalte gebruikten. Op 16 mei ging Balasse met een technicus opnieuw naar Evere teneinde de T65 nogmaals aan de gang te krijgen. Dat lukt weer niet, en ze vernielden het toestel, en tevens de T63, die er ook achtergelaten was.
Op 18 mei rond 07u30 werden de laatste twee inzetbare Belgische Battles bij een Duits bombardement vernietigd, evenals de Britse Battle die Balasse overgevlogen had. Balasse werd daarna met de rest van 5/III/3 naar Frankrijk geëvacueerd.

## Engeland
Na de Franse capitulatie op 25 juni keerde Balasse terug naar België waar hij deelnam aan verzetsacties. In april 1942 ontsnapte hij uit bezet België en kwam na een tocht door Frankrijk en Spanje en na een verblijf in de gevangenis van Miranda op 5 oktober 1942 via Gibraltar in Engeland aan. Na zijn omscholing vloog hij vanaf mei 1943 in 41 Squadron RAF. Hij werd naar No. 349 (Belgian) Squadron RAF afgedeeld, maar na een herstelperiode na een ongeluk keerde hij terug naar 41 Sqn. Op 12 juni 1944 werd zijn Supermarine Spitfire Mk.XII tijdens operaties boven Normandië geraakt door Flak en moest zijn toestel verlaten, en kwam in Het Kanaal terecht, waar hij al snel gered werd door een Supermarine Walrus van 276 Sqn.:p13 Vanaf juli 1944 was Balasse met 41 Sqn betrokken bij het bestrijden van de V-1 vliegende bommen die de Britse zuidkust bestookten. Tussen 3 juli en 29 juli haalde Balasse er zeven neer.
Begin 1945 was 41 Squadron actief boven Duitsland. Op 23 januari werd Balasse op een gewapende verkenning uitgestuurd boven de regio Münster, toen de flight van Balasse onderschept werd door Focke Wulf’s van Jagdgeschwader 26 (JG26). De Belg werd het laatst gezien door zijn kameraden terwijl hij een Focke Wulf achtervolgde. Een ooggetuige op de grond stelde echter dat Balasse een Flaktoren beschoot, maar zelf getroffen werd. Met zijn Spitfire Mk.XIV (kenteken RM765) stortte hij neer bij Haudorf. Zijn stoffelijke resten werden onder een boom begraven. Nadien werd het graf naar Münster en vervolgens naar Reichswald Forest War Cemetery verplaatst. In april 1948 werd hij ten slotte op Evere in Brussel herbegraven.